# Malý Záb
Malý Záb (arabsky الزاب الاسفل‎, syrsky ܙܒܐ ܬܚܬܝܐ, persky ازاب کوچک‎, v antice řecky Καπρος, latinsky Caprus) je řeka v Íránu (Západní Ázerbájdžán) a Iráku (Sulejmánie, Kirkúk), levý přítok Tigridu (povodí Perského zálivu). Je 456 km dlouhá. Povodí má rozlohu 19 400 km².

## Průběh toku
Pramení na východních svazích Kurdistánského hřbetu. Na horním toku má charakter horské bystřiny, níže protéká kopcovitou a posléze rovinnou krajinou.

## Vodní režim
Na jaře se vodnost zvyšuje a v létě hladina opadá. Průměrný průtok při vstupu do roviny u města Altun Kupri je 219 m³/s. V době povodní se zvětšuje až na 3 500 m³/s. Rozsáhle se využívá pro zavlažování. U obce Dokan v Iráku byl v soutěsce postaven hydrouzel (vodní elektrárna o výkonu 200 MW a přehradní nádrž o objemu 6, mld m³).